# Danny da Costa
Danny Vieira da Costa (ur. 13 lipca 1993 w Neuss) – niemiecki piłkarz angolskiego pochodzenia występujący na pozycji obrońcy w niemieckim klubie Eintracht Frankfurt. W swojej karierze grał także w Bayer 04 Leverkusen i Ingolstadt 04. W latach 2009–2014 młodzieżowy reprezentant Niemiec.

## Statystyki kariery klubowej
(aktualne na dzień 22 maja 2019)
| Klub                 | Sezon              | Liga               | Liga  | Liga   | Puchar Niemiec | Puchar Niemiec | Europa | Europa | Inne  | Inne   | Suma  | Suma   |
| Klub                 | Sezon              | Liga               | Mecze | Bramki | Mecze          | Bramki         | Mecze  | Bramki | Mecze | Bramki | Mecze | Bramki |
| -------------------- | ------------------ | ------------------ | ----- | ------ | -------------- | -------------- | ------ | ------ | ----- | ------ | ----- | ------ |
| Bayer 04 Leverkusen  | 2010/11            | Bundesliga         | 0     | 0      | 0              | 0              | 2      | 0      | –     | –      | 2     | 0      |
| Bayer 04 Leverkusen  | 2011/12            | Bundesliga         | 6     | 0      | 0              | 0              | 1      | 0      | –     | –      | 7     | 0      |
| Ingolstadt 04 (wyp.) | 2012/13            | 2. Bundesliga      | 27    | 0      | 1              | 0              | –      | –      | –     | –      | 28    | 0      |
| Ingolstadt 04 (wyp.) | 2013/14            | 2. Bundesliga      | 27    | 0      | 3              | 0              | –      | –      | –     | –      | 30    | 0      |
| Ingolstadt 04        | 2014/15            | 2. Bundesliga      | 12    | 0      | 1              | 0              | –      | –      | –     | –      | 13    | 0      |
| Ingolstadt 04        | 2015/16            | Bundesliga         | 20    | 0      | 1              | 0              | –      | –      | –     | –      | 21    | 0      |
| Bayer 04 Leverkusen  | 2016/17            | Bundesliga         | 3     | 0      | 0              | 0              | 1      | 0      | –     | –      | 4     | 0      |
| Eintracht Frankfurt  | 2017/18            | Bundesliga         | 17    | 1      | 4              | 0              | –      | –      | –     | –      | 21    | 1      |
| Eintracht Frankfurt  | 2018/19            | Bundesliga         | 34    | 2      | 1              | 0              | 14     | 2      | 1     | 0      | 50    | 4      |
| Ogólnie w karierze   | Ogólnie w karierze | Ogólnie w karierze | 146   | 3      | 11             | 0              | 18     | 2      | 1     | 0      | 176   | 5      |

## Sukcesy

### Ingolstadt 04
- Mistrzostwo 2. Fußball-Bundesligi: 2014/2015

### Eintracht Frankfurt
- Puchar Niemiec: 2017/2018